# Ban des vendanges
Le ban des vendanges est l'autorisation administrative de commencer la récolte du raisin. Le terme exact est lever le ban des vendanges, c'est-à-dire lever l'interdiction de cueillir le raisin . Des historiens, avec à leur tête Emmanuel Le Roy Ladurie, se sont penchés sur les variations de date des bans pour l'étude de l'histoire du climat. Ces marqueurs ont permis d'analyser les conditions climatiques dans lesquelles ont vécu nos ancêtres et de mieux comprendre leur peur de la disette et les émeutes dues à des crises frumentaires provoquées par des accidents climatiques.

## Histoire
Déjà à Rome, la date des vendanges n'est pas laissée au libre arbitre du vigneron et repose sur une délibération publique dans le sens de l'intérêt général. Et Olivier de Serres d'affirmer « ce sont des reliques de l'antique censure de Rome que la police fut le fait des vendanges ».
Le droit de ban, d'origine germanique, est mentionné quand apparaissent les Royaumes francs ; romanisé en bannus, il se développe tout au cours du Moyen Âge, devenant partie intégrante du système féodal. Il permettait à tout seigneur (noble ou ecclésiastique) de faire des proclamations publiques établissant des règlements, sur l’étendue de son domaine, instituant des obligations, comme celle d'utiliser son pressoir (le pressoir banal), ou des interdictions. Le ban des vendanges était une de ces règles, interdisant la vendange sans l'accord du seigneur. De plus, avec le droit de banvin, il se réservait de vendre son vin en premier.

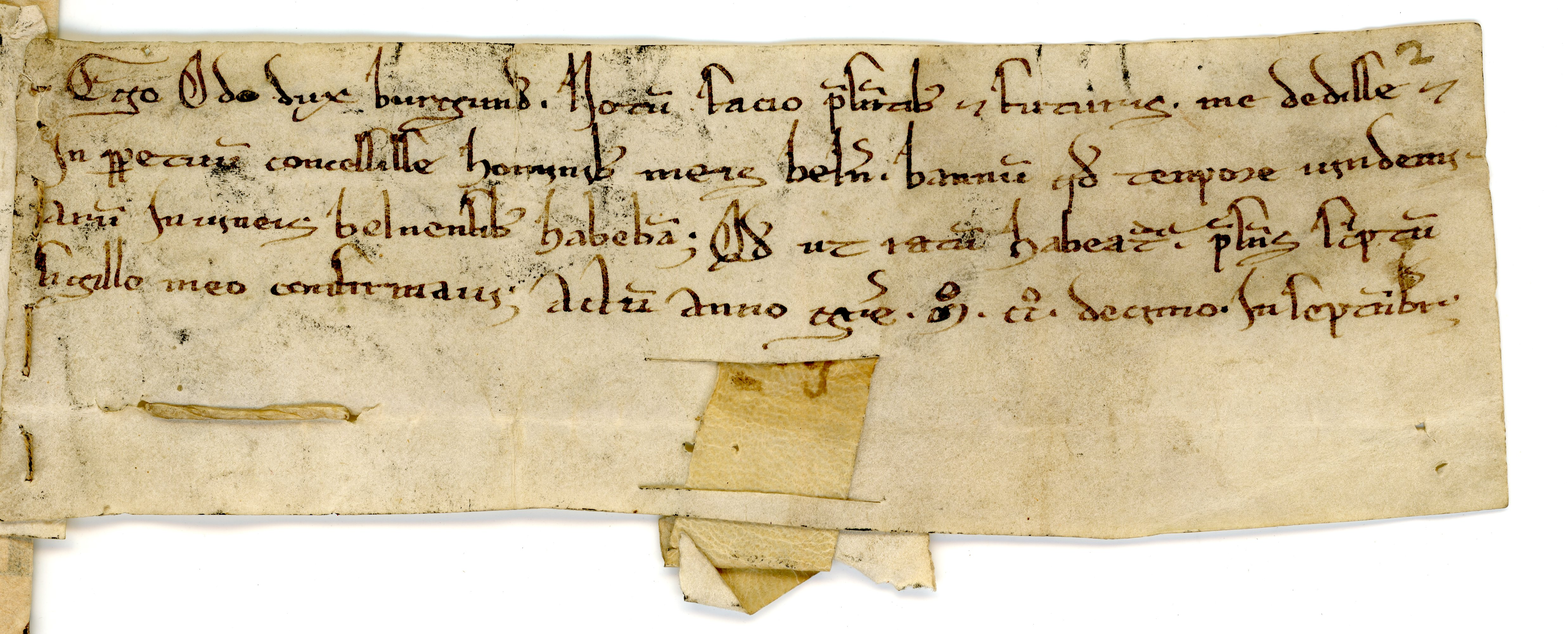
Droit de ban des vendanges cédé à Beaune par Eudes III de Bourgogne en septembre 1210, (Carton 6 cote 16, Archives municipales de Beaune)

Dans son ouvrage Les vieilles vignes de notre France, Pierre Vital a analysé le contexte historique du ban des vendanges « Seigneurs et décimateurs avaient leurs droits à sauvegarder et, dans ces époques à réglementation outrancière, les vendanges ne pouvaient échapper à des entraves si volontiers tendues. D'une manière générale, en France, le tenancier ne pouvait pas récolter ses raisins sans l'autorisation du seigneur, donnée après inspection des vignes. Il fallait donc pour commencer les vendanges obtenir le cry, congié et licence de son seigneur. C'est ce qu’on a appelé plus tard, le ban des vendanges, institution qui survécut à la féodalité. Ce serait cependant trop restreindre la portée du ban des vendanges, que de lui attribuer uniquement la facilité de percevoir des redevances. Il avait aussi pour dessein plus noble, la recherche de la qualité, car les experts envoyés dans les vignes pour fixer la date du ban, avaient pour mission essentielle de s'assurer que les raisins avaient atteint la parfaite maturité à l'ouverture du ban ».

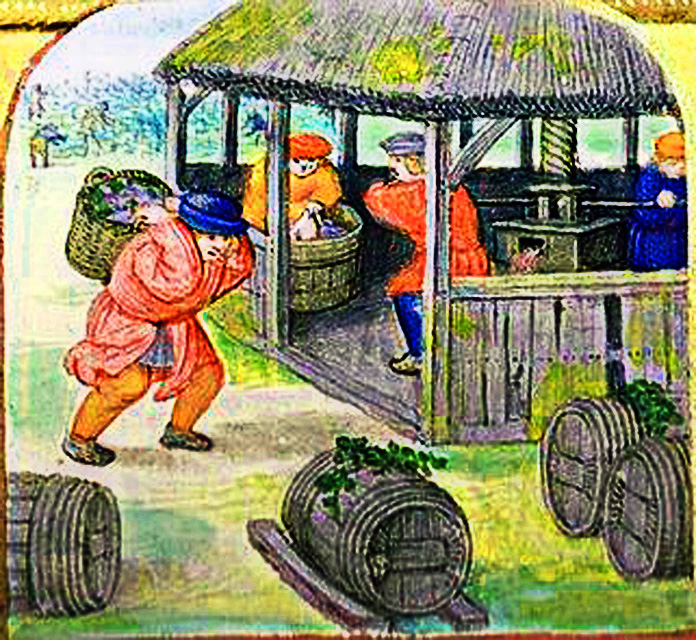
Les vendanges, Heures à l'usage de Rome, atelier de Bruges vers 1515-1525
Bibliothèque municipale de Rouen, ms. 3028 f. 10v.

Cette pratique avait l'avantage d'empêcher les dégâts dans les vignes et de réprimer tout maraudage. Au cours du mois d'octobre, le processus en usage était le même dans tous les vignobles. Les seigneurs ou baillis, consuls, syndics ou échevins, désignaient des prud'hommes. Ils étaient chargés de contrôler la maturité du raisin et dès que celle-ci était reconnue, le ban des vendanges était levé et les vendanges commençaient.
Sous la Révolution française, la Constituante vota une loi en 1794 abrogeant tout ban (tout interdit). Il y était expliqué : « Chaque propriétaire sera libre de faire sa récolte de quelque nature qu’elle soit, à l’époque qui lui conviendra, pourvu qu’il ne cause aucun dommage aux propriétaires voisins. Cependant, dans les pays où le ban des vendanges est en usage, il pourra être fait chaque année, un règlement par le Conseil de la commune ».

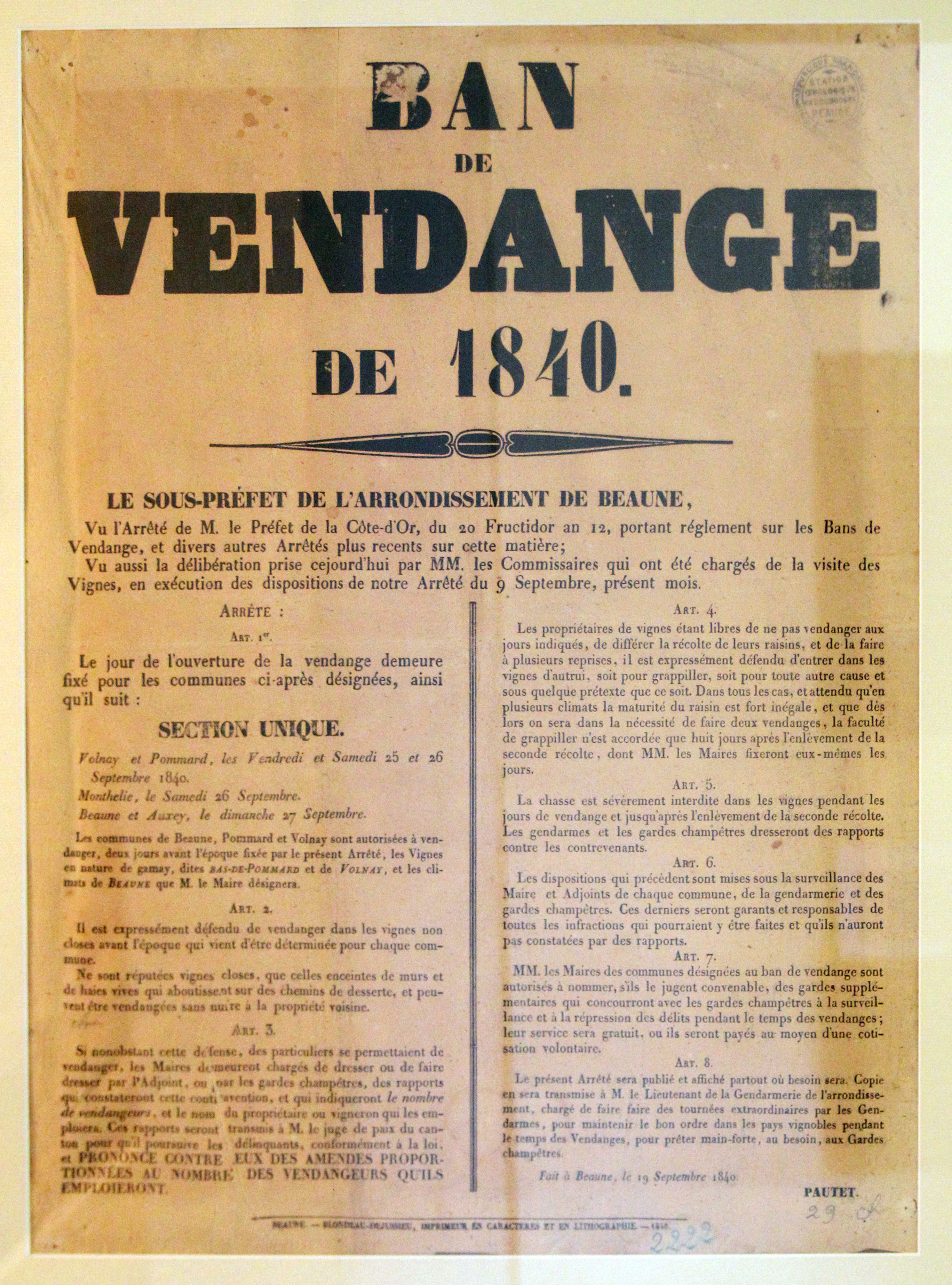
Ban des vendanges de Beaune, 1840

Le droit de réglementation du conseil communal s'exerçait pour « toutes vignes non closes ». Il fut abrogé en 1885 mais la grande majorité des conseils municipaux des communes vigneronnes continuèrent à fixer la date de début des vendanges. De plus, il était spécifié que « Le règlement portant publication du ban des vendanges doit aussi fixer le jour avant lequel il sera défendu de grappiller dans les vignes. Il devra aussi rappeler que les grappilleurs ne peuvent y entrer avant le lever ni après le coucher du soleil. Au reste, le grappillage ne peut jamais avoir lieu dans les vignes closes. Dans celles non closes, il doit être interdit même après le jour fixé pour s'y livrer, si les propriétaires de ces vignes ne vendangent qu'après les autres ; les grappilleurs devront attendre pour ces vignes non closes que la vendange y soit faite ».
À la fin du XIXe siècle, la facilité des transports permit des fraudes sur l'origine des vins. Jean-Robert Pitte rappelle dans son ouvrage Le désir du vin. À la conquête du monde que le négoce bordelais et bourguignon n'hésitait pas à venir s'approvisionner à Tain-l'Hermitage et à Châteauneuf-du-Pape. Les vins de ces deux communes leur servaient à donner du corps et de la couleur à quelques petits millésimes. Un Bourguignon, croyant faire plaisir à la propriétaire du Château Fortia (en), l'aurait complimentée en ces termes « Vous êtes devenus à Châteauneuf notre succursale » ; il se vit répliquer « Vous vous trompez, Monsieur, nous sommes votre maison-mère ».
Pour faire face à ces fraudes, la loi du 1er août 1905, instaura un début de protection des appellations d'origine. Insuffisante, elle ne put empêcher la révolte des vignerons, celle du Languedoc en 1907 puis celle de l'Aube en 1911. Elle fut remplacée par le décret-loi du 30 juillet 1935 qui créa les AOC et en définit les critères de production sous le contrôle de l'INAO. Le ban des vendanges fut rétabli par la loi de 1940 puis du 21 octobre 1946. Cette remise à l'honneur fut plus folklorique que technique. La décision appartint dès lors au pouvoir administratif.

## Arrêté préfectoral
Aujourd'hui, en France, les privilèges ont été abolis ou modifiés lorsqu'il a été jugé qu'ils étaient pertinents. Le ban des vendanges est de ceux-là. À l'approche des vendanges, les responsables du syndicat de défense et de gestion d'une appellation se réunissent avec des agents de l'INAO et un représentant de la préfecture. Ils décident, en fonction des critères du millésime, d'une date de début. Dès lors un arrêté préfectoral fixe la date officielle du premier jour des vendanges. Si un viticulteur estime avoir un raisin mûr avant cette date, il peut demander une autorisation de dérogation au ban de vendange (ce peut être le cas pour des parcelles très bien exposée, de parcelles partiellement gelées ou grêlées dans lesquelles la petite quantité de raisin mûrit plus vite…). Un agent vient constater la véracité de la demande et permet de récolter avant la levée du ban. Les premiers jours de vendanges ont lieu entre 100 et 110 jours après la floraison. Cette estimation connue permet à chaque viticulteur de programmer ses vendanges et de préparer sa cave.
Les différentes dates du ban des vendanges s'étalent du sud au nord entre fin août et début octobre.
- fin août : Corse, Languedoc-Roussillon, Provence ;
- début septembre : Beaujolais, Vallée du Rhône méridionale ;
- mi-septembre : Vallée du Rhône septentrionale, Bordelais, Bourgogne, Bugey, Savoie, Jura, Centre, Sud-Ouest, Val-de-Loire, Champagne ;
- fin septembre : Alsace ;
- début octobre : Charentes – Cognac, Lorraine[9].

Outre l'importance du climat en fonction de l'année pour une appellation, les vendanges, au sein d'une même AOC, ont des dates qui varient en fonction des cépages (précoces ou tardifs), des terroirs concernés et de l'âge des vignes.

## Festivités autour du ban des vendanges

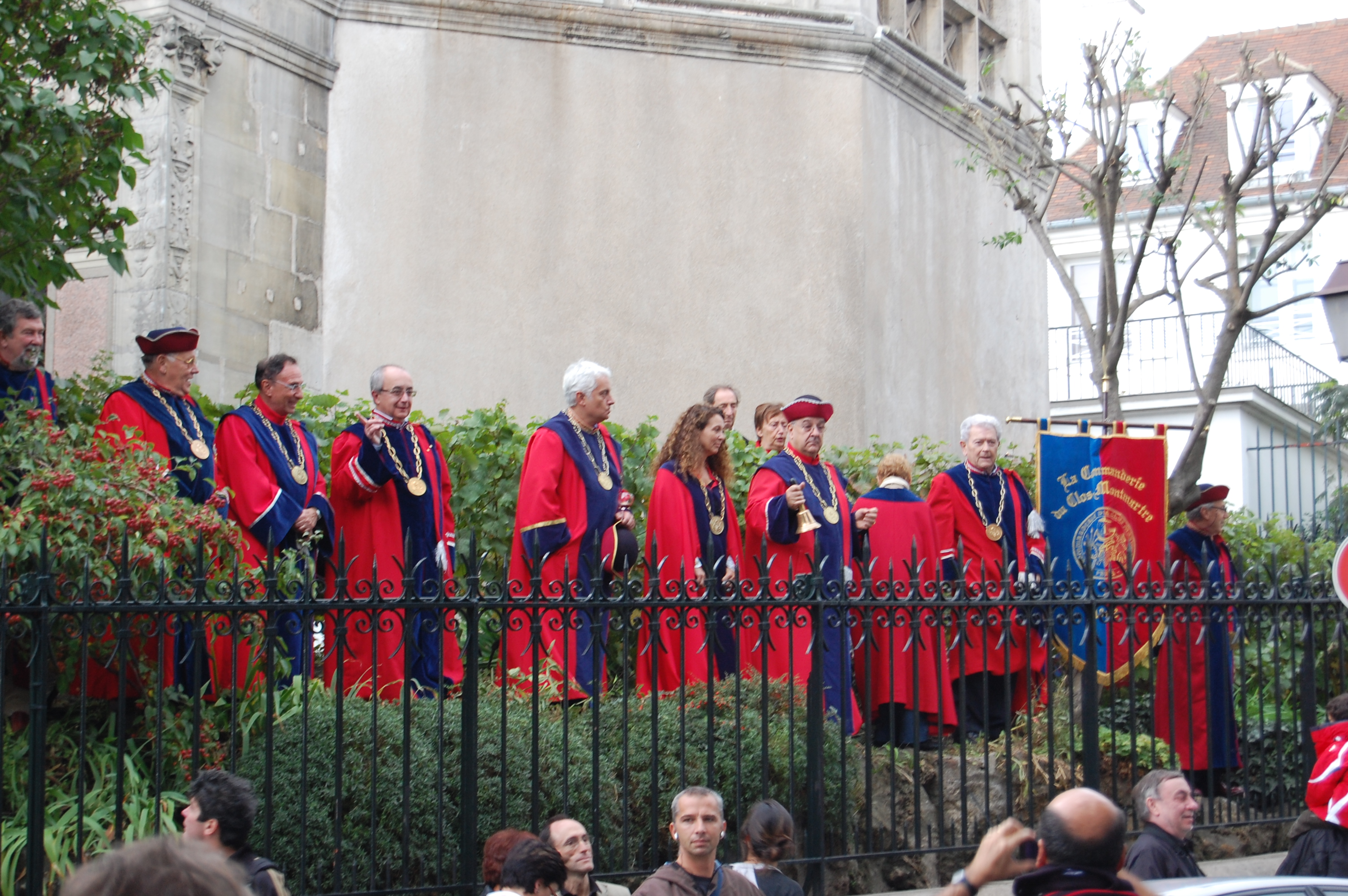
Commanderie du Clos de Montmartre à la fête des vendanges le 10 octobre 2009

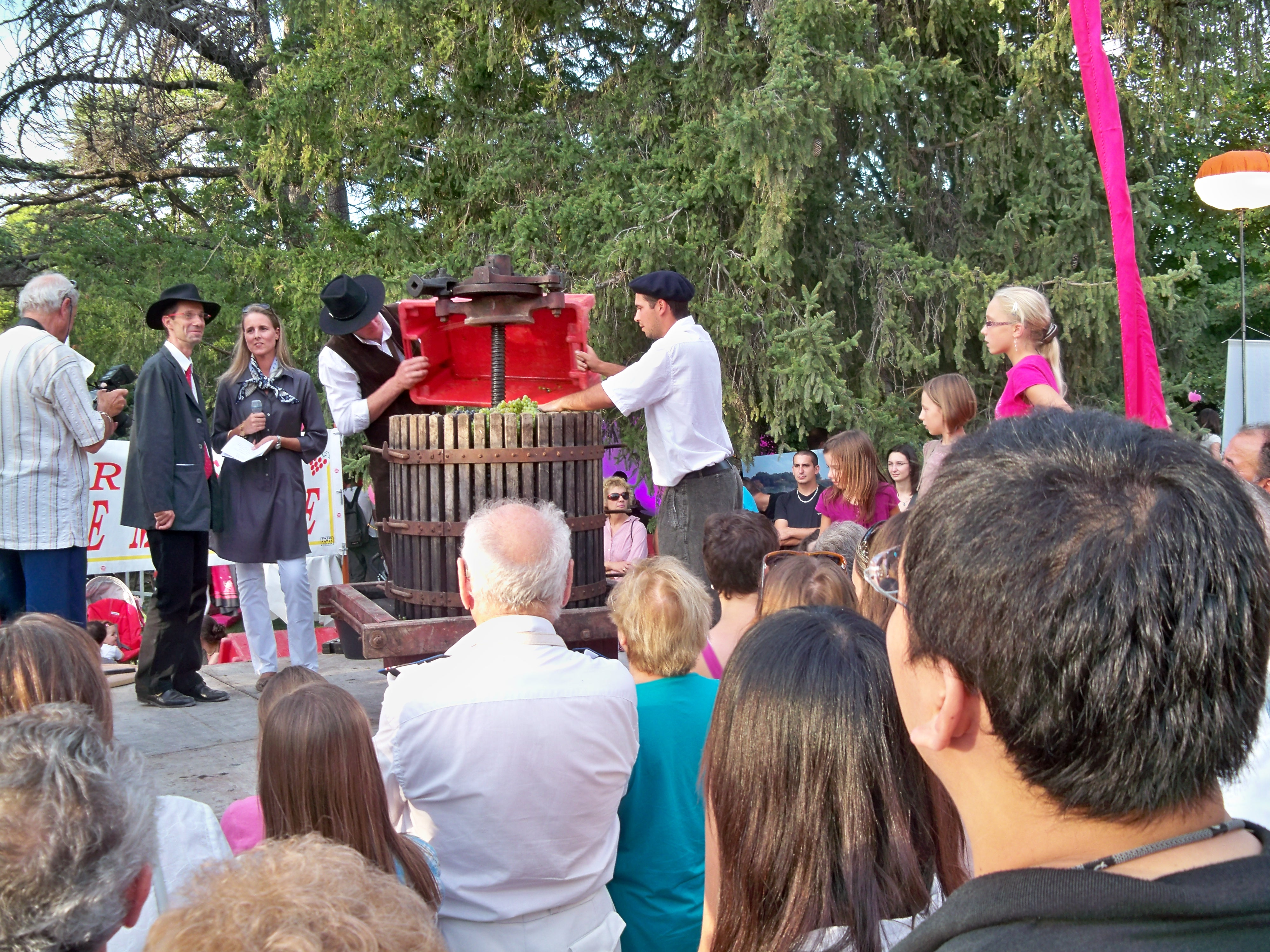
Premiers raisins mis en presse, lors du Ban des Vendanges d'Avignon 2010

Certaines communes ou régions organisent des festivités autour du ban des vendanges. C'est notamment le cas à Avignon, au dernier week-end d'Aout, ou à Saint-Émilion, à la mi-septembre. Des fêtes identiques mais de moindre importance ont lieu à La Caunette (Hérault), à Champvallon (Yonne), à Chenôve (Côte d’Or), à Duras (Lot-et-Garonne) ou à Die (Drôme),.
Dans les vignes du Clos Montmartre, chaque année la République de Montmartre inaugure le ban des vendanges à l'occasion de sa fête du vin lors des vendanges. Depuis 1934, la Fête des vendanges de Montmartre célèbre les vendanges du Clos. Elle est organisée par la mairie du 18e. Cette fête unique à Paris est devenue au fil des ans un des rendez-vous incontournables de la Capitale. C'est en effet après Nuit Blanche et Paris Plage, le troisième événement parisien en termes de fréquentation. Elle allie gastronomie, culture et a également une vocation sociale. L’intégralité des bénéfices réalisés durant les Vendanges ainsi que ceux résultant de la vente de la production du Clos Montmartre, est destinée aux œuvres sociales de l'arrondissement. Durant toute une semaine, l’esprit d’entraide souffle ainsi sur les pentes de Montmartre aux bénévoles qui, depuis tant d’années, savent faire rimer festivités et générosité[style trop lyrique ou dithyrambique] .

## Paléoclimat et ban des vendanges
Afin de replacer le réchauffement du XXe siècle dans une perspective millénaire, les historiens se sont efforcés de reconstituer le climat et ses variations de températures en utilisant les dates de vendange des vignobles connues grâce aux notifications de la levée des bans, certaines ayant été enregistrées depuis le XIVe siècle et dans la continuité. Elles permettent donc de reconstituer les variations de température[réf. souhaitée] des derniers siècles dans de nombreuses régions d'Europe et du Moyen-Orient. Ce complément important s'ajoute ou complète les bases de données climatiques existantes et permettent d'obtenir des informations sur les variations du climat au cours du dernier millénaire. À titre d'exemple, l'année 2003 apparaît comme l'année la plus chaude connue, avec une anomalie de +5,86 °C, la suivante étant l'année 1523 (+4,10 °C). Emmanuel Le Roy Ladurie, professeur au Collège de France, se basant sur les travaux précurseurs de Hyacinthe Chobaud dans le Comtat Venaissin, a étudié les variations climatiques à partir des dates des différents bans des vendanges.

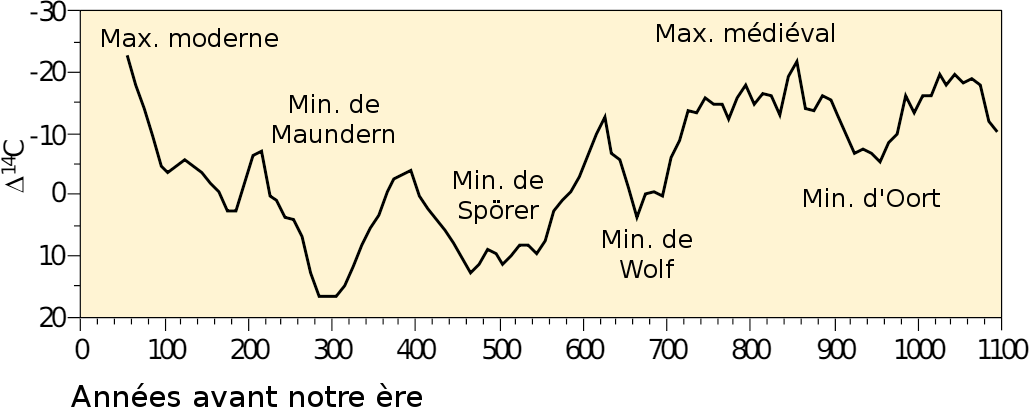
Activité solaire depuis l'an 900, mesurée par la variation de quantité de carbone 14 dans le bois, par rapport à l'actuelle. Plus l'activité solaire est importante, moins il y a de carbone 14 produit dans l'atmosphère et le bois, car les vents solaires dévient les rayons cosmiques à l'origine du carbone 14

### Période prévendémiologique
Cette période correspond aux études du climat avant 1370. Elle suit, dans une zone qui s'étend pour l'Europe occidentale et centrale, de la Scandinavie aux Alpes, à une période de réchauffement de longue durée puisqu'elle débute vers l'an 900 pour s'achever entre 1250 et 1300. La superficie des glaciers alpins s'est rétrécie. Tout au cours du XIIIe siècle, les étés ont été chauds et secs, les températures sont alors comparables à celles du XXe siècle. Cette sécheresse estivale est défavorable aux céréales et provoque l'échaudage. Ce type de catastrophe reste pourtant ponctuel, il y eut plus d'étés supportables et pas trop secs, donc favorables au blé. Ce qui explique que le XIIIe siècle fut une période de croissance économique (règne de Louis IX), croissance qui a été la résultante d'autres déterminants, non climatiques.
Le changement fut brutal à partir de 1300-1303. Emmanuel Le Roy Ladurie parle d'un petit âge glaciaire pour l'Europe occidentale, les glaciers alpins vont au cours du XIVe siècle retrouver une extension maximale. À partir de 1303, se succèdent des hivers froids suivis d'étés frais comme l'a démontré Christian Pfister. Cette succession provoque une grande famine, due à l'excès des précipitations de 1314-1315. C'est la fin du beau Moyen Âge, avant même la peste noire de 1348.
Louis X le Hutin ne juge pas utile, pour sa part, d'intervenir lors de la famine de 1315. Dans une seconde partie fort contrastée du XIVe siècle, il faut attendre sa fin lors des années 1380 et 1390 pour que des étés chauds provoquent des vendanges précoces.

### Période vendémiologique

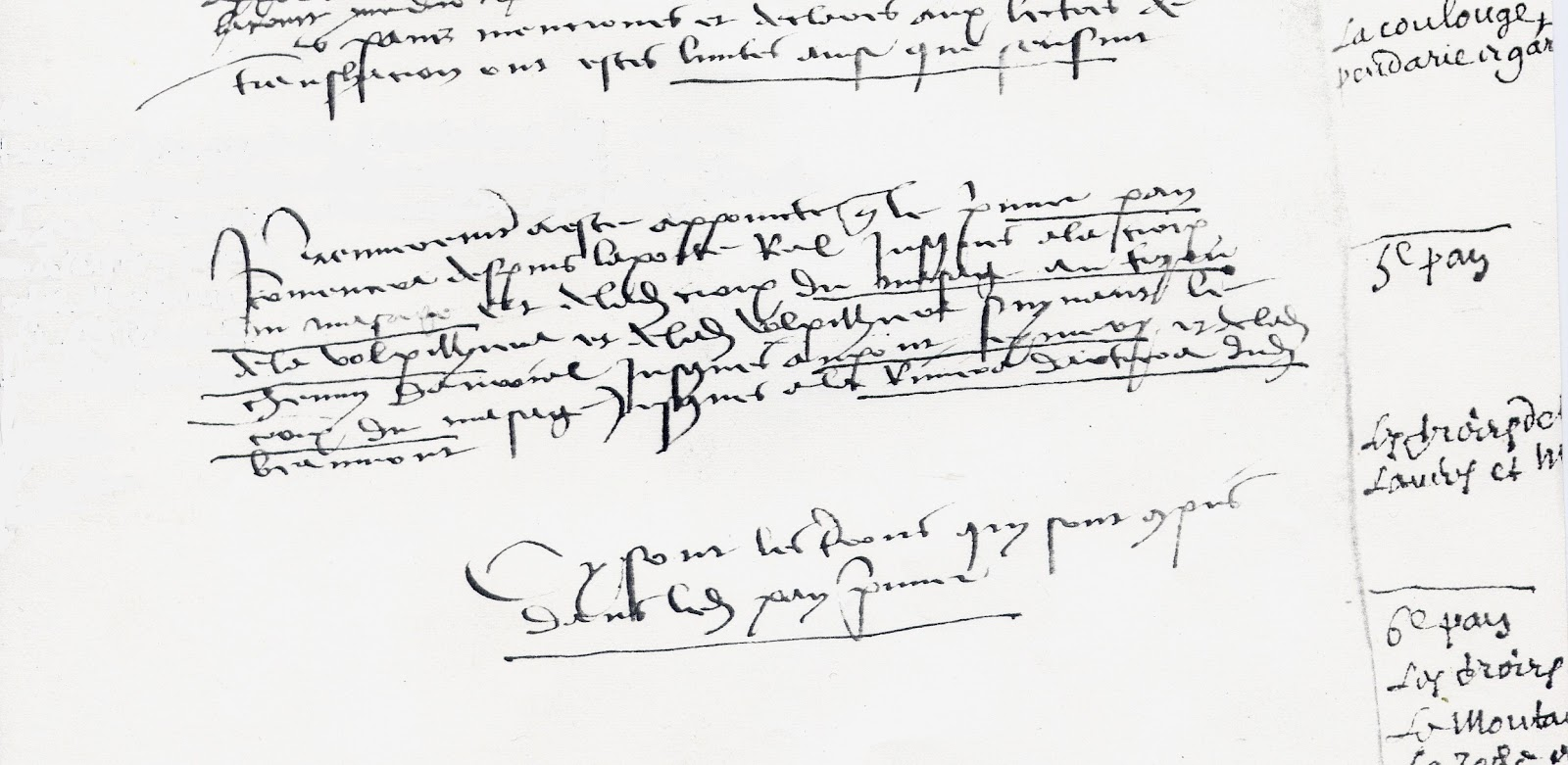
Bans des vendanges en 1499, archives de l'abbaye de Beaumont

Le XVe siècle reste le plus difficile à appréhender au point de vue climatique. Il ne possède pas de données assez précises comme les XIIIe et XIVe siècles, ni des séries bien élaborées à l'exemple du XVIe siècle. La documentation à la disposition des historiens, de 1415 à 1435, montre pourtant un adoucissement du climat en particulier dans les Alpes et en Bourgogne. Un recul modeste affecte les glaciers alpins, et les dates de vendanges (qui sont bien répertoriées) montrent leur précocité, due à des étés chauds. Très chaud même en 1420, où l'échaudage provoque une famine autour de Paris où l'on sait que les vendanges ont débuté le 31 août 1420. Changement complet de climat après 1435, avec un net rafraîchissement qui provoque une avancée des glaciers alpins et des vendanges plus tardives. Nouvelle famine, en 1481 qui cette fois est due aux pluies et au froid. Pour la première fois, la royauté s'y intéresse et Louis XI, fait prendre en charge par ses intendants les problèmes de subsistance et la disette ne débouche pas sur des émeutes.
Le XVIe siècle est relativement bien connu grâce aux travaux de nombreux historiens. Dès les années 1500, les décennies estivales sont chaudes et provoquent des vendanges précoces. L'été le plus caniculaire fut celui de 1523, comparable à 2003, il fut précédé par une forte chaleur au cours du printemps. Les décennies 1530 et 1550 restent aussi très chaudes. Si le climat s'attiédit d'une façon générale, en dépit de quelques baisses brutales entre 1550 et 1570 compensées par des canicules en 1556 et 1559 (deux vendanges très précoces). L'année 1556, où l'on but à la saint Martin une grosse production de bon vin, fut surtout marquée par des incendies de forêts qui touchèrent même la Normandie et la rareté du blé pour cause d'échaudage. Cette tiédeur générale de l'ensemble des saisons provoque une légère régression des glaciers alpins vers 1540-1550. Mais un changement brutal de climat se dessine dans les années 1560. C'est un retour au petit âge glaciaire. Les glaciers des Alpes progressent, et dans les années 1590-1601, toutes années à vendanges tardives, leur avancée détruit des hameaux, à Chamonix et à Grindelwald. La France, en pleine guerres de religion, connaît « une série de famines causées par le froid et la pluie (1562, 1565, 1573, 1585-87, 1596-1597). La vigne souffre, surtout de 1587 à 1600. Ses rendements décroissent, à tel point qu'en pays allemand ou autrichien, on substitue la bière au vin, lequel devient trop cher du fait de sa rareté. C'est le temps des procès de sorcières, accusées de causer gelées, grêles et tempêtes. Le Songe d'une nuit d'été de William Shakespeare (vers 1596-1597) fait d'ailleurs allusion à ce climat perturbé ».

Ce graphique présente les observations du nombre de taches solaires par an. Depuis 1749, les [ftp://ftp.ngdc.noaa.gov/STP/SOLAR_DATA/SUNSPOT_NUMBERS/MONTHLY.PLT observations de moyennes mensuelles d'activité des taches solaires] ont été continues, et sont présentés ici comme indiqué par le Solar Influences Data Analysis Center, centre mondial de données pour l'indice des taches solaires, à l'Observatoire royal de Belgique. Ces chiffres sont basés sur une moyenne de mesures à partir de plusieurs observatoires à travers le monde. Avant 1749, certaines observations sporadiques de taches solaires sont disponibles. Elles ont été compilées et placées dans le cadre mensuel conforme de Hoyt et Schatten (1998a, 1998b).
La principale caractéristique de ce graphique est le cycle magnétique solaire de 11 années, qui est associé à la croissance et au déclin de l'activité solaire.
Sur des échelles de temps plus longues, le soleil a montré une variabilité considérable, y compris le long Minimum de Maunder où presque pas de taches solaires ont été observées, le Minimum de Dalton, et l'augmentation de l'activité des taches solaires au cours des cinquante dernières années, connu sous le nom de maximum moderne. Les causes de ces variations ne sont pas bien comprises, mais à cause des taches solaires et des faculæ associées, la luminosité solaire est plus faible pendant les périodes de faible activité des taches solaires. Il est largement admis que la faible activité solaire pendant le minimum de Maunder et les périodes antérieures peuvent être parmi les causes principales du petit âge glaciaire. De même, le maximum moderne est en partie responsable du réchauffement planétaire, en particulier l'augmentation de température entre 1900 et 1950. Une étude affirme que le réchauffement résiduel, en raison du niveau élevé et soutenu de l'activité depuis 1950, est responsable de 16 % à 36 % du réchauffement récent alors que « la plupart du réchauffement au cours des 50 dernières ans est susceptible d'avoir été causé par l'augmentation des gaz à effet de serre. »

Le XVIIe siècle est présenté comme froid à l'échelle de l'hémisphère nord jusqu'à 1630, avec en moyenne, 1 °C de moins qu'aujourd'hui. Mais ce siècle se caractérise aussi par une grande variabilité du climat. Si les glaciers demeurent très importants, ils ne progressent plus de façon spectaculaire comme à la fin du XVIe siècle. Certains reculent même dans les années 1680. Parmi les périodes très perturbées, il y a les étés de la décennie 1620, celui de 1622 provoque la famine en Angleterre. Les trois mauvais étés de 1648 à 1650 correspondent à la période de la Fronde. Le summum arrive dans les années 1690, considérées comme les plus froides jusqu'à notre époque. Elles provoquent de grandes famines en France après l'automne de 1692, l'Écosse et la Scandinavie (1696-1697). Ces périodes alternent pourtant avec de belles éclaircies. Parmi elles, les années 1630, avec leurs étés superbes 1635 à 1638 (vendanges précoces et dysenteries caniculaires). Les années 1660, hormis la famine de 166-1662, sont des années chaudes et de vendanges précoces. Quant au minimum de Maunder, entre 1645 et 1715, on lui impute les grands froids de la fin du XVIIe siècle.

### Chaud et froid prè-révolutionnaire
Tout le début du XVIIIe siècle, à partir de 1718-1719, puis au cours de la décennie 1730, et jusqu'aux années 1750 est marqué par un réchauffement. Ce qui n'empêcha pas l'hiver de 1709 d'être le plus glacial des 500 dernières années. Les étés plus chauds contribuent à une reprise démographique et économique en Eurasie du Nord. Mais les canicules de 1718-1719 ont de graves conséquences, la dernière dans une France peuplée de 22 millions d'habitants, provoque 450 000 morts par dysenterie. Les vendanges, ces deux années là, furent précoces – les 5 septembre 1718 et 6 septembre 1719.
L'année 1740, marque un hiatus climatique. « Avec ses quatre saisons froides, fraîches ou tout simplement mauvaises selon le cas, elle représente une ponctuation assez glaciale et disetteuse ; elle suscita d'ailleurs l'expression « je m'en fiche comme de l'an 40 ! », ce qui signifie que l'on s'en moque vraiment puisque l'on se permet de ricaner d'une année aussi rude ». Ce qui n'empêche pas la tiédeur de marquer cette seconde moitié de siècle avec les années chaleureuses, à vendanges précoces, que furent 1757 et 1765. Mais l'année 1770, froide et pluvieuse, provoqua une grave crise économique tant en France, qu'en Allemagne et en Suisse, les moissons furent maigres et les vendanges très tardives.
De 1778 à 1781, il y eut quatre étés chauds successifs ce qui provoqua une surproduction viticole. Quant à l'été caniculaire et précoce de 1783, il est très certainement lié à une éruption volcanique en Islande. Vinrent ensuite la sécheresse de 1785 et l'année catastrophique de 1788, dont les vendanges précoces ne doivent pas occulter la mauvaise récolte de céréales et les émeutes populaires qui s'ensuivirent. Et Emmanuel Le Roy Ladurie d'analyser « L'année 1788 annonce ainsi l'inscription chronologique de cette révolution, à partir de mai 1789, quand se fait sentir le déficit des subsistances dû à la moisson ratée de l'été précédent ».

### Recul des glaciers dans la seconde moitié duXIXesiècle

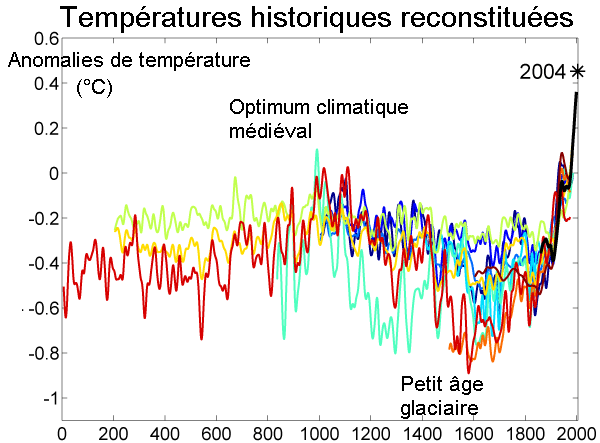
Comparaison des températures sur 2000 ans

Dans la seconde décennie du XIXe siècle, de 1812 à 1820, c'est le retour d'un petit âge glaciaire sur l'Europe. Dans la même veine s'inscrit 1816, une année sans été, qui provoque la disette, « avec la vendange la plus tardive de toute la série vendémiologique depuis 1437 ». Il est probable que cette catastrophe climatique soit le résultat de l'explosion du volcan de Tambora d'Indonésie, en avril 1815. Ses poussières et ses cendres embrumant l'atmosphère terrestre fient baisser la température de la planète.
Autour de 1830, l'histoire a noté maints soulèvements populaires et émeutes qui trouvent, à l'évidence, leurs sources dans des années très humides et à vendanges tardives. La baisse des productions céréalières, faisant craindre la disette, attise le mécontentement. Vient ensuite le couple infâme de 1845-1846. La première année est catastrophique et provoque la famine en Irlande par manque de pommes de terre. Pire fut la seconde, avec des vendanges ultra-précoces dues à un été caniculaire. C'est « l'un des douze étés les plus chauds des 500 dernières années dans l'hémisphère nord. La chaleur échaude les céréales ouest-européennes, les blés sont rôtis, cuits, brûlés. On peut y voir un facteur annonçant la crise économique de 1847, matricielle (entre autres causalités, cela va de soi), de la révolution ouest-européenne qu'initiera la France au mois de février 1848 ».
Les années 1850, à contrario, furent froides et tardives, avec des étés pourris (1853 surtout) qui perdurèrent jusqu'en 1856. Le résultat en fut deux semi-disettes en 1853 et 1855. Changement complet de cap à partir de 1857. Les étés chauds et souvent précoces sont de retour dans les décennies 1860 et 1870. Emmanuel Le Roy Ladurie note « Le recul des glaciers alpins commence, qui sera presque ininterrompu jusqu'à nos jours. On peut parler d'une débandade glaciaire jusqu'à la fin du XXe siècle et au-delà… Cette débandade s'explique notamment par le manque de neige hivernale (les glaciers sont donc dorénavant sous-alimentés) jusque vers 1900, puis à partir de 1904 et 1911, par le processus séculaire de réchauffement ».

### Réchauffement continu duXXesiècle
Un réchauffement estival et hivernal est enregistré à partir de 1904, on note une montée graduelle des températures jusque vers 1959 et ensuite au-delà. Il est à souligner que « ce premier réchauffement ne commence paradoxalement que bien après le début du recul des glaciers alpins ». C'est dans le cadre de ce premier réchauffement, dans l'hémisphère nord, que s'inscrit la décennie 1940 et 1947, le millésime du siècle. Mais revers de la médaille, les périodes estivales sèches de 1940, 1947, 1949 ou 1950 sont responsables de mauvaises récoltes de céréales et ponctuellement de l'échaudage du blé. Pour éviter la pénurie, au sortir de la Seconde Guerre mondiale, les États-Unis abreuvent l'Europe de maïs qui donne un pain à la fois jaunâtre et gluant.
Au cours des années 1960, les références vendémiologiques sont plus tardives. « On a parlé à ce propos d'un cooling trend, (rafraîchissement progressif). Mais le réchauffement contemporain – des étés – commence, ou recommence ensuite, marche après marche ». II caractérise les années 1970, avec un point culminant lors de la sécheresse chaude de 1976. Les années 1980 continuent sur la voie des vendanges précoces (1989), des étés chauds, de bons millésimes (1985-1989). Les années 1990 restent les plus chaudes qu'ait connues le XXe siècle.
Emmanuel Le Roy Ladurie conclut : « Le réchauffement intervenu après 2000 est notable et a suscité, par l'intermédiaire de scientifiques, helvétiques, mais aussi de I. Chuine, P. Yiou, V. Daux et de quelques autres dont moi-même, et sous l'égide de l'histoire des vendanges, quelques interventions dans la revue Nature (2004). Sur la courbe vendémiale, tous les records de précocité sont battus en 2003 »,.

### Période actuelle
La date de début des vendanges est un marqueur du changement climatique, elle a avancé de près de 3 semaines entre les années 1960 et 2010, et est corrélée à l'augmentation des températures. Cependant les diverses régions répondent différemment au changement climatique, et une fluctuation inter-annuelle importante est toujours observée,.
À la précocité des vendanges s'ajoutent d'autres phénomènes. Les vignes produisent plus, les vins sont plus alcoolisés. Ces éléments sont contrebalancés par une maturation des raisins qui se fait mieux et l'amélioration constante de la qualité des millésimes. La date des vendanges étant avancée, la maturité devrait donc être moindre, c'est le contraire qui est observé. À maturité et rendement égaux, la date des vendanges serait encore plus précoce.
Cette hausse de la qualité a été particulièrement mise en évidence par l'Observatoire national sur les effets du réchauffement climatique dans le vignoble champenois où depuis 1987, les dates de floraison et de vendanges gagnent en précocité. Les vendanges se font deux semaines plus tôt qu'il y a vingt ans ce qui n'a pas nuit aux rendements agronomiques. Au contraire, la maturité moyenne des cépages a gagné 0,8 % vol. d’alcool potentiel. Cette augmentation des sucres est due « à des journées plus longues, plus chaudes, et des teneurs en CO2 atmosphérique plus élevées, améliorant l’efficience de la photosynthèse ».
Cette hausse de la qualité n'est pas pourtant sans inquiétude : crainte de la baisse de la typicité des crus, déficit en acidité et le vieillissement prématuré des vins. Plus précisément l’augmentation des températures, jointe à celle de la teneur en CO2 dans l'atmosphère, ont une influence certaine sur les flores microbiennes et mycologiques de la vigne. De plus le réchauffement climatique est responsable de la remontée vers le nord de certains parasites et maladies dans des vignobles qui en étaient jusqu'à présent exempts.
Cette évolution du climat, composante importante d'un terroir viticole, influence dès à présent « le choix des cépages, le mode de conduite et les conditions de maturation ». Des études ont permis de cerner les évolutions des dates de vendange actuelles. Elles complètent les travaux des historiens qui ont étudié la variabilité du ban de vendange au cours des cinq derniers siècles. La précocité observée depuis la fin des années 1980 est de 10 à 20 jours comparativement au milieu du XXe siècle. Joël Rochard indique que « Un travail de modélisation des dates de vendange, en fonction des températures journalières moyenne ou maximale souligne une variation d'environ 10 jours pour un réchauffement de 1 °C », ce qui permet de cerner l'influence de cette évolution sur la viticulture en fonction des scénarios climatiques.